# 嘉海語支
亚斯里语支，也称塞芒语支或北亚斯里语支，是一群亚斯里语支语言，由马来半岛内陆约5千人使用，泰国南部有少数飞地。最异相的是彻翁语，位于中亚斯里语塞迈语以南。其他除汤加语外的可分为两支：
- 彻翁语
- 规范北亚斯里语
  - 东部
    - 巴特克语、明蒂尔语
    - 嘉海语、明里克语
    - 杰德克语

  - 西部
    - 金塔克语
    - 肯休语

（未分类）汤加语
威拉语等亚斯里语已经灭亡。Ple-Temer曾分布在北霹雳州宜力(Benjamin 2011)。